# On a Night Like This (singel Kylie Minogue)
„On a Night Like This” – singel australijskiej piosenkarki Kylie Minogue, pochodzi z albumu Light Years (z 2000 roku). Utwór napisali Steve Torch, Graham Stack, Mark Taylor i Brian Rawling.

## Listy utworów i formaty
Australijski CD 1
1. "On a Night Like This" — 3:32
2. "On a Night Like This" (Rob Searle Mix) — 7:58
3. "On a Night Like This" (Motiv8 Nocturnal Vocal Mix) — 7:31
4. "On a Night Like This" (Bini and Martini Club Mix) — 6:34
5. "On a Night Like This" (Wideo)

Brytyjski CD 1
1. "On a Night Like This" — 3:32
2. "Ocean Blue" — 4:22
3. "Your Disco Needs You" (Almighty Mix) — 8:22
4. "On a Night Like This" (Enhanced Video)

Europejski CD 1/Australijski CD 2
1. "On a Night Like This" — 3:32
2. "Ocean Blue" — 4:22
3. "Your Disco Needs You" (Almighty Mix) — 8:22
4. "On a Night Like This" (Halo Mix) — 8:05

Brytyjski CD 2
1. "On a Night Like This" — 3:32
2. "On a Night Like This" (Rob Searle Mix) — 7:58
3. "On a Night Like This" (Motiv8 Nocturnal Vocal Mix) — 7:31

Europejski CD 3
1. "On a Night Like This" — 3:32
2. "Ocean Blue" — 4:22
3. "On a Night Like This" (Wideo)